# 護世者

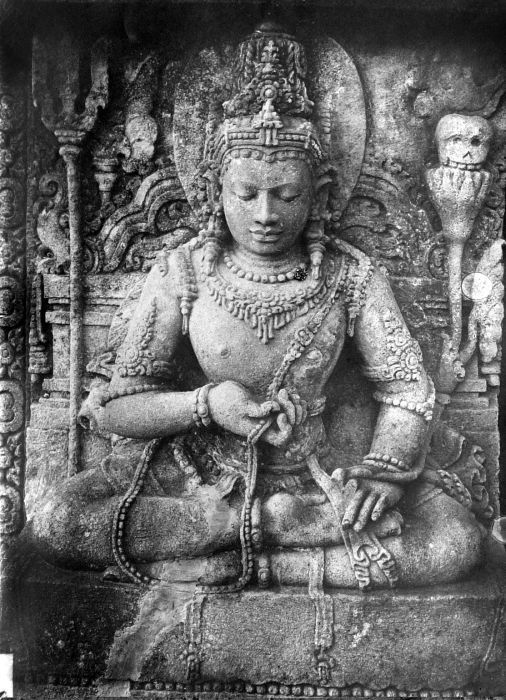
9世纪湿婆神庙墙壁上的護世天神，位于印度尼西亚爪哇岛普兰巴南。

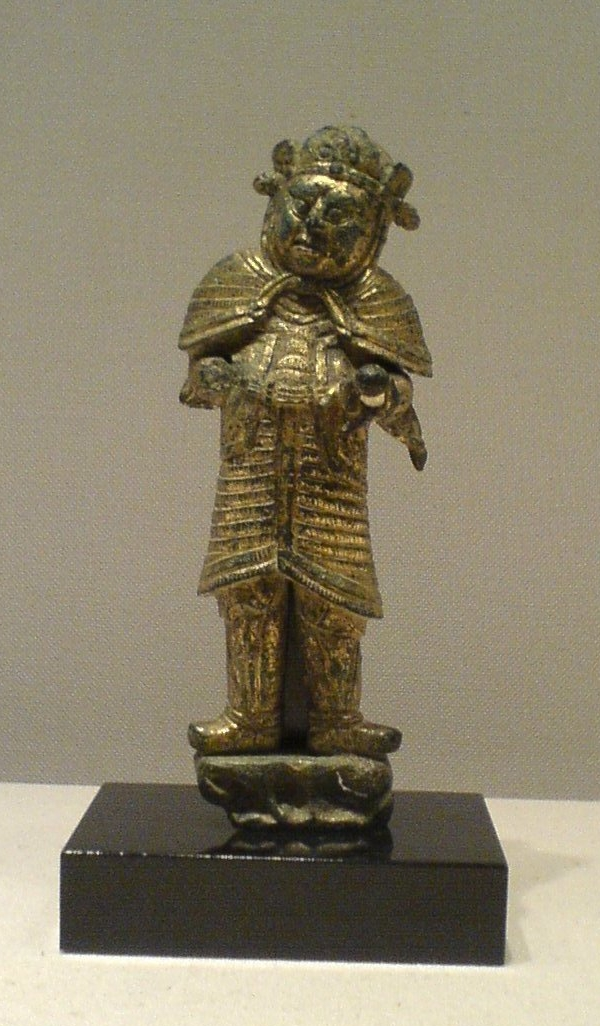
韩国的護世神像

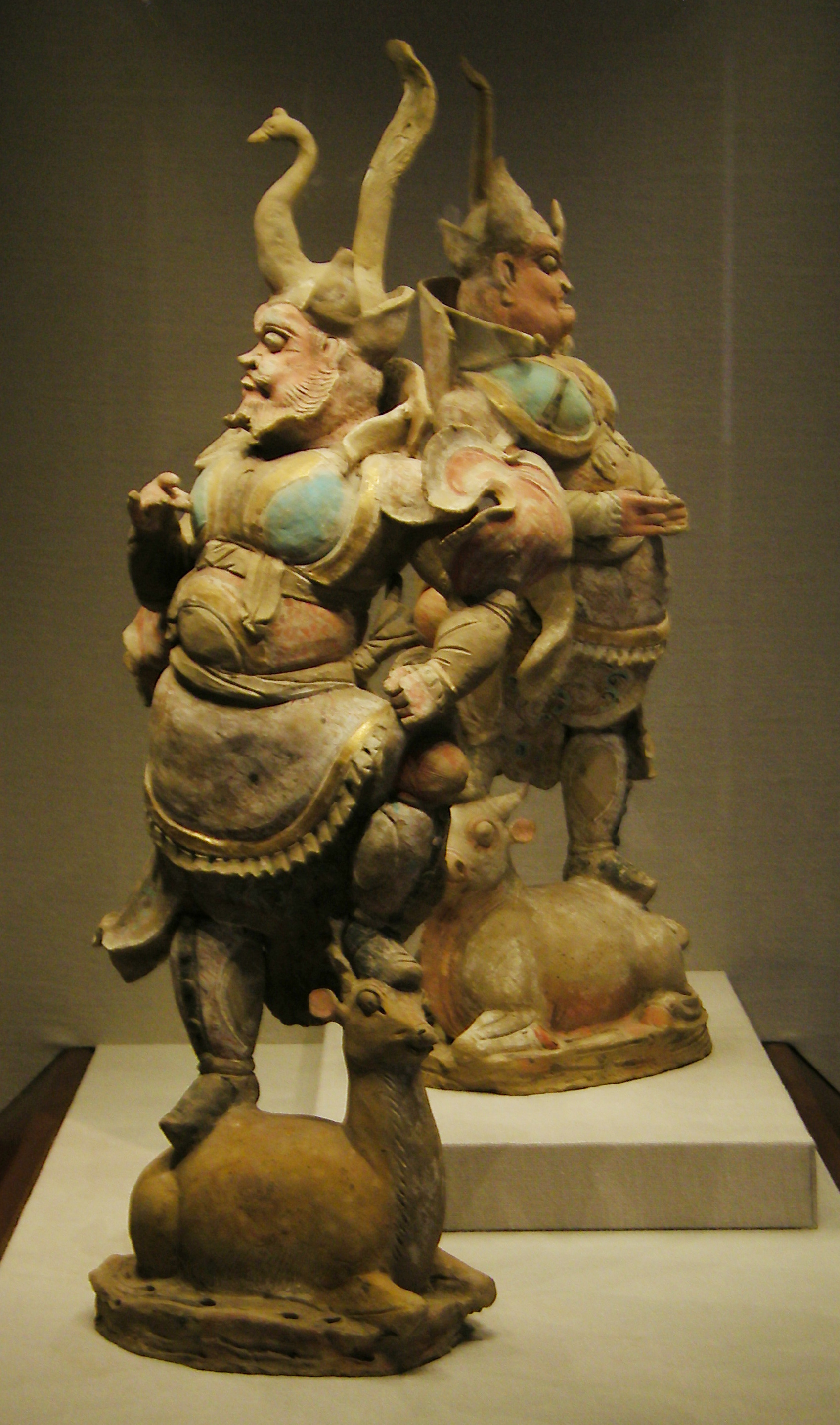
两个唐代護世者雕像

護世者（Lokapāla），意为“世界的守护者”，在印度教或佛教的经文中有不同的具体意义。
- 在印度教中，護世者指的是八、九或十个方向上的方位守护者（Dikpāla）。
- 在佛教中，護世者指的是四天王及其他護法（Dharmapāla）。

## 印度教
在印度教中，各方向的護世者被称为方位守护者。四位主要守护者是：
1. 俱毗羅（北）
2. 閻摩（南）
3. 因陀罗（东）
4. 伐楼拿 （西）

## 佛教
在佛教中，護世四天王是一种护法。而在中国民间，四天王成为了确保風調雨順的农业守护神。 祂们都有各自的法宝、装束很容易辨识。
在藏传佛教中，许多这些護世者是由西藏本土神、山神、恶魔、灵魂或鬼魂，在被莲花生或其他法师降服后，誓言守护寺院、三宝、正道的具誓护法。
这些護世者被召唤出以帮助寺院或佛教修行者消除修行的障碍。但是，因为祂们未脱离轮回，而不被崇拜或作为皈依对象。
万佛圣城宣化上人认为，这些楞严咒中的鬼神都是被降服劝诫以保护佛法及修行者的。